# Переходное техническое правительство Кыргызстана
Переходное техническое правительство Киргизии — орган власти, созданный 14 июля 2010 года. Призвано заменить временное правительство Кыргызстана, многие члены которого подали в отставку ради участия в предстоящих парламентских выборах. Сформировано Розой Отунбаевой, совмещающей посты президента и премьер-министра республики. Отмечалось, что некоторые министры получили опыт работы в года правления Аскара Акаева.
Заменено постоянным правительством 17 декабря 2010 года.

## Состав
- Первый вице-премьер-министр — Амангельды Муралиев;
- Вице-премьер-министр — Жанторо Сатыбалдиев;
- Вице-премьер-министр — Александр Костюк;
- Вице-премьер-министр — Азимбек Бекназаров (с 10 августа)[2];
- Вице-премьер-министр по социальным вопросам — Уктомхан Абдуллаева;
- Министр иностранных дел — Руслан Казакбаев;
- Министр юстиции — Аида Салянова;
- Министр внутренних дел — Зарылбек Рысалиев (с 12 сентября)[3];
- Министр обороны — Абибилла Кудайбердиев;
- Министр по чрезвычайным ситуациям — Дуйшенкул Чотонов;
- Министр государственного имущества — Шералы Абдылдаев;
- Министр энергетики — Осмон Артыкбаев;
- Министр сельского хозяйства — Маматшарип Турдукулов;
- Министр природных ресурсов — Кайрат Жумалиев;
- Министр здравоохранения — Сабиржан Абдикаримов;
- Министр труда, занятости и миграции — Айгуль Рыскулова;
- Министр финансов — Чоробек Имашев;
- Министр культуры и информации — Садык Шер-Нияз;
- Министр по делам молодежи — Алиясбек Алымкулов;
- Министр транспорта и коммуникаций КР — Эркин Исаков;
- Министр экономического регулирования — Эмиль Уметалиев;
- Министр образования и науки — Канат Садыков;
- Глава государственного комитета по водному хозяйству и мелиорации — Баратали Кошматов.